# 박병하 (1932년)
박병하(朴秉夏)는 대한민국의 군인이다. 본관은 밀양, 호는 산남(山南)이다.

## 생애
경상북도 대구에서 출생하였으며 지난날 한때 경상남도 밀양에서 잠시 유아기를 보낸 적이 있는 그는 후일 보통학교 시절 경상남도 함안에서 고학으로 함안보통학교를 나왔으며 후일 경상북도 대구고보를 나온 후 1951년 육사 11기에 응시하여 합격했지만 이복 형 박승하 예비역 대한민국 육군 중령이 간접 연루된 1951년 국민방위군 사건에 연좌되면서 유급되었고 결국 훗날 1956년 육사 12기로 임관한 그는 하나회 12기 중심 구성원 중 일원으로 활약하였으며 베트남 전쟁에도 참전하였고 대한민국 육군 특전사령부 정보처장 직을 지내다가 1971년 5월 13일을 기하여 대한민국 육군 대령 예편 후 1976년 관선 경상남도 도지사 직무대행 서리 직책을 3일간 잠시 지내고 나서 1978년 개신교 목사 안수를 받아 경기도 시흥 일심교회(一心敎會) 담임목사를 지내는 등 예비역 육군 대령 출신임에도 불구하고 대한민국 원호처 및 재향군인회 관련 측과는 사실상 일평생 거리를 두었고 정치 및 특정 정당에도 오래 있는 스타일을 절대 즐기지 않았으며 대구 동향 교우 출신으로 김윤환 前 대통령 비서실 실장 등과는 원만하면서 각별하고도 절친히 지내었다.

### 정당 당원 이력
- 새한국당 상임고문 겸 최고위원(1992년)

### 학력
- 함안보통학교 졸업
- 대구고등보통학교 졸업
- 육군사관학교 12기 문학사(1956년)
- 육군보병학교 졸업(1957년)
- 육군정보학교 졸업(1957년)
- 육군기술병참학교 졸업(1958년)
- 육군종합군수학교 졸업(1958년)
- 육군공병학교 졸업(1959년)
- 한국신학대학교 학사(1962년)
- 육군포병학교 졸업(1963년)
- 미국 미주리 종합군사학원 졸업(1964년)
- 육군대학 졸업(1966년)
- 국방대학교 행정학사(1968년)